# Institut polytechnique des sciences avancées
Institut polytechnique des sciences avancées (IPSA) är en privat fransk högskola som utexaminerar flygingenjörer. Den invigdes 1961. Dess motto är "luft, rymd, IPSA". 

## Historia
Institut polytechnique des sciences appliquées skapades 1961 av Michel Cazin, Maurice Pradier och Paul Lefort, tre ingenjörer som kom från flygsektorn och bosatte sig i Paris. 2001 ändrades namnet till Institut polytechnique des sciences avancées. 2007 öppnade det ett dotterbolag i Toulouse, skyddat från den viktiga flygindustrin i området.
Den franska regeringen erkände titeln "Expert i teknik för flyg- och rymdsystem" till skolans utexaminerade 2005, och 2011 bemyndigade Commission des titres d'ingénieur institutet att tilldela titeln ingenjör. De första utexaminerade från denna ingenjör avslutade sina studier i slutet av läsåret 2013-2014. Skolan erbjuder en tvåårig förberedande cykel och en treårig avancerad cykel med specialisering i: "Telekommunikationssystem", "Ombordbaserad datoranvändning", "Elektromekaniska system", "Mekanik och strukturer" och "Energi och framdrivning". Studenterna lämnar skolan med den officiella titeln "Expert en ingénierie des systèmes aéronautiques et spatiaux".
Sedan 2017 har skolan även erbjudit en kandidatexamen i flygteknik och en sommarskola.

## Kända studenter
Universitetet räknar bland sina studenter de franska synkroniserade simmare Charlotte och Laura Tremble (klass 2025). ·  · 

## Kända alumn
- Éric Boullier (1999), chef för McLaren Formel 1-team
- Julien Simon-Chautemps (2002), tävlingsingenjör för Sauber Formel 1-team